# Oxigenase
Uma oxigenase é qualquer enzima que oxida um substrato transferindo o oxigênio do oxigênio molecular O2 (como no ar) para ele. As oxigenases formam uma classe de oxirredutases; seu número EC é EC 1.13 ou EC 1.14.
Oxigenases foram descobertas em 1955 simultaneamente por dois grupos, Osamu Hayaishi do Japão e Howard S. Mason dos EUA.